# Theodora Nathan
Theodora Nathalia „Tonie” Nathan (ur. 9 lutego 1923 w Nowym Jorku, zm. 20 marca 2014) – amerykańska działaczka polityczna żydowskiego pochodzenia, kandydatka na wiceprezydenta USA w wyborach prezydenckich w 1972 roku.

## Wczesne życie

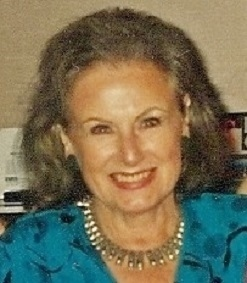
Tonie Nathan w 1993 podczas Libertarian National Convention, w Salt Lake City

Urodziła się w 1923 roku w Nowym Jorku w żydowskiej rodzinie. Mieszkała w Los Angeles, gdzie próbowała różnych zajęć: prowadziła wydawnictwo muzyczne, firmę dekoracyjną, a także firmę ubezpieczeniową (przez niedługi czas). Po paru latach przeniosła się do Eugene, gdzie rozpoczęła studia na University of Oregon. Ukończyła je w 1971, zdobywając Bachelor’s degree z dziennikarstwa. Potem rozpoczęła pracę jako producent radiowy i telewizyjny. Okazjonalnie prowadziła program telewizyjny w KVAL-TV. Pisywała także m.in. do The Wall Street Journal czy Los Angeles Times.

## Kariera polityczna
W 1971 roku była jedną z założycieli Partii Libertariańskiej; została jej wiceprzewodniczącą. 
W 1973 roku założyła Association of Libertarian Feminists, organizację zrzeszającą kobiety o poglądach libertariańskich i promującą idee feminizmu indywidualistycznego.  
Z ramienia Partii Libertariańskiej kandydowała w latach 70. m.in. do Senatu i Izby Reprezentantów. Kierowała strukturami Partii Libertariańskiej w stanie Oregon.
W 1972 roku ubiegała się o urząd wiceprezydenta USA; kandydatem Partii Libertariańskiej na prezydenta był w tych wyborach John Hospers. Kandydaci Partii Libertariańskiej uzyskali jeden głos w kolegium elektorskim; był to pierwszy (i jak dotychczas jedyny) głos w kolegium oddany na Partię Libertariańską, a także pierwszy głos oddany na kobietę i osobę żydowskiego pochodzenia ubiegającą się o jeden z najwyższych urzędów w państwie.
W 1990 roku kandydowała do Izby Reprezentantów z czwartego okręgu wyborczego w Oregonie. Zdobyła wtedy 26432 głosy (14%), przegrywając tym samym z Peterem DeFazio.
Podczas 2012 Libertarian National Convention Nathan ogłosiła kandydaturę Gary’ego Johnsona na prezydenta Stanów Zjednoczonych.

## Życie prywatne
Była zamężna z Charlesem Nathanem, kompozytorem ASCAP. Mieli trzech synów: Paula, Larry’ego i Grega.
Zmarła 20 marca 2014 roku w wieku 91 lat, z powodu choroby Alzheimera.